# Mary White (femme politique)
Mary White (née le 24 novembre 1948) est une femme politique irlandaise du Parti vert qui est ministre d'État de 2010 à 2011 et chef adjoint du Parti vert de 2001 à 2011. Elle est Teachta Dála (TD) pour la circonscription de Carlow – Kilkenny de 2007 à 2011.

## Jeunesse
White est née à Bray, dans le comté de Wicklow, et fait ses études au couvent des Ursulines de Waterford et au Trinity College de Dublin. À Trinity, elle est membre fondatrice de la Société anglaise et reçoit un Pink (prix) pour l'excellence sportive. Elle est mariée à Robert White et a une fille. Ils vivent à Borris, dans le Comté de Carlow, depuis 1987. Elle a co-édité un livre sur la marche dans les Monts Blackstairs avec Joss Lynam et en est l'auteur d'un autre, Environment, Mining and Politics. Elle est également une fervente randonneuse, linguiste et agricultrice biologique.

## Carrière politique
Elle est battue aux élections générales de 1997 et de 2002, mais est élue au conseil du comté de Carlow aux élections locales de 1999. Elle arrive en tête du scrutin dans la zone électorale locale de Borris et est réélue aux élections locales de 2004, jusqu'en 2007. Elle s'est également présentée pour le Seanad Éireann en 2002 mais n'a obtenu que 35 voix.
En 2004, elle est candidate du Parti Vert aux élections du Parlement européen dans la circonscription de l'Est, cherchant à succéder à l'eurodéputée Verte sortante Nuala Ahern. Elle obtient 5,6 % des voix de première préférence mais n'est pas élue.
Elle est élue au Dáil Éireann aux élections générales de 2007, faisant d'elle la première femme députée élue pour le parti Vert et pour la circonscription de Carlow-Kilkenny.
Le 23 mars 2010, dans le cadre d'un remaniement, elle est nommée ministre d'État au ministère de la Justice et de la Réforme législative, au ministère de l'Enfance et de la Jeunesse et au ministère de l'Éducation et des Compétences, avec une responsabilité particulière pour l'égalité, les droits humains et l'intégration,.
Elle démissionne de son poste de ministre d'État le 23 janvier 2011, lorsque le Parti Vert se retire du gouvernement,.
Elle perd son siège aux élections générales de 2011. Elle est ensuite remplacée comme chef adjointe du Parti vert par Catherine Martin.